# Хмелі-сунелі
Хме́лі-суне́лі (груз. ხმელი-სუნელი — сухі прянощі) — популярна грузинська суміш прянощів, поширена також в кухнях інших кавказьких народів, передусім вірменській, використовується також в Україні. Суміш готується з подрібнених висушених прянощів (трав). Має характерний пряний запах і зелений чи сіро-зелений колір. Смак пряний і ледь гострий. Використовується для приготування страв з м'яса, птиці, риби, а також для бульйонів, супів та підливок.
Класичного рецепту хмелі-сунелі не існує, зазвичай говорять про «повний» та «скорочений» варіанти. До першого входять гуньба блакитна (уцхо-сунелі), коріандр, кріп, селера, петрушка, базилік, чабер, м'ята, лаврове листя в рівних частинах, майоран, червоний перець (2 %) та імеретинський шафран (0,1 %). В другому рецепті червоного перцю та шафрану стільки ж, але трав (базилік, коріандр, майоран, кріп) менше.